# Club Silvio Pettirossi
O Club Silvio Pettirossi é um clube paraguaio de futebol sediado no Barrio Republicano, em Assunção.

## Títulos

### Nacionais
- Campeonato Paraguaio 2ª Divisão: 2 vezes (1969 e 2007).